# Antonio Capaldi
Antonio Capaldi (Ronciglione, 23 giugno 1953) è un politico italiano.

## Biografia
A fine anni sessanta aderisce al PCI, di cui, negli anni ottanta diventa segretario per la Federazione di Viterbo. Nel 1993 con il Partito Democratico della Sinistra diventa sindaco di Ronciglione (VT), mantenendo l'incarico per due mandati, fino al 2002.
Alle elezioni politiche del 1994 si candida coi Progressisti alla Camera dei deputati nel collegio uninominale di Viterbo, senza risultare eletto. Nel 1996, nel collegio 12 (Viterbo), viene eletto senatore della Repubblica Italiana per la XIII legislatura, in Parlamento ha fatto parte della 13ª Commissione permanente (Territorio, ambiente, beni ambientali) e della giunta delle elezioni e immunità parlamentari. Ricandidato al Senato alle elezioni 2001 ancora nel collegio di Viterbo, non viene rieletto.
Nel 2007, dopo la fuoriuscita dai Democratici di Sinistra della componente che aveva candidato Fabio Mussi alla segreteria dei DS, ha aderito al movimento della Sinistra Democratica. Due anni più tardi confluisce in Sinistra Ecologia Libertà, di cui è coordinatore provinciale a Viterbo.